# Sommer-Paralympics 2008/Teilnehmer (Lettland)
| stlisierte Goldmedaille | stlisierte Silbermedaille | stlisierte Bronzemedaille |
| ----------------------- | ------------------------- | ------------------------- |
| 1                       | 2                         | —                         |

Lettland nahm mit 18 Sportlern an den Sommer-Paralympics 2008 im chinesischen Peking teil.
Fahnenträger der Mannschaft bei der Eröffnungsfeier war der Leichtathlet Edgars Bergs, erfolgreichster Athlet Lettlands Aigars Apinis mit einer Gold- und einer Silbermedaille.

## Teilnehmer nach Sportarten

### Judo
Männer
- Kaspars Biezais

### Leichtathletik
Frauen
- Liene Gruzite
- Ingrida Priede

Männer
- Aigars Apinis, 1×  (Diskuswerfen, Klasse F33/34/52), 1×  (Kugelstoßen, Klasse F33/34/52)
- Edgars Bergs, 1×  (Kugelstoßen, Klasse F35/36)

### Powerlifting (Bankdrücken)
Männer
- Aigars Visnevskis

### Sitzvolleyball
| Frauen |
| --- |
| - Inara Barkane - Una Dzalba - Ionna Gailite - Oksana Gromova - Diana Ivanova - Olga Jegorova - Irina Jermolenko - Liga Karliete - Marite Pudane - Nellija Rusina - Linda Sila - Zanna Skutane |